# Xylohypha novae-zelandiae
Xylohypha novae-zelandiae är en svampart som beskrevs av S. Hughes & Sugiy. 1972. Xylohypha novae-zelandiae ingår i släktet Xylohypha, divisionen sporsäcksvampar och riket svampar.   Inga underarter finns listade i Catalogue of Life.